# La Suze-sur-Sarthe
La Suze-sur-Sarthe és un municipi francès situat al departament del Sarthe i a la regió de País del Loira. L'any 2007 tenia 3.999 habitants.

## Demografia

### Població
El 2007 la població de fet de La Suze-sur-Sarthe era de 3.999 persones. Hi havia 1.692 famílies de les quals 500 eren unipersonals (172 homes vivint sols i 328 dones vivint soles), 560 parelles sense fills, 500 parelles amb fills i 132 famílies monoparentals amb fills.
La població ha evolucionat segons el següent gràfic:
Habitants censats

### Habitatges
El 2007 hi havia 1.905 habitatges, 1.715 eren l'habitatge principal de la família, 71 eren segones residències i 119 estaven desocupats. 1.608 eren cases i 283 eren apartaments. Dels 1.715 habitatges principals, 1.098 estaven ocupats pels seus propietaris, 598 estaven llogats i ocupats pels llogaters i 19 estaven cedits a títol gratuït; 17 tenien una cambra, 134 en tenien dues, 368 en tenien tres, 511 en tenien quatre i 685 en tenien cinc o més. 1.067 habitatges disposaven pel capbaix d'una plaça de pàrquing. A 827 habitatges hi havia un automòbil i a 656 n'hi havia dos o més.

### Piràmide de població
La piràmide de població per edats i sexe el 2009 era:
| Homes | Edats   | Dones |
| ----- | ------- | ----- |
| 4     | 95 o +  | 4     |
| 4     | 90 a 94 | 20    |
| 20    | 85 a 89 | 16    |
| 8     | 80 a 84 | 48    |
| 76    | 75 a 79 | 72    |
| 76    | 70 a 74 | 116   |
| 112   | 65 a 69 | 108   |
| 76    | 60 a 64 | 104   |
| 112   | 55 a 59 | 104   |
| 116   | 50 a 54 | 124   |
| 88    | 45 a 49 | 136   |
| 116   | 40 a 44 | 88    |
| 112   | 35 a 39 | 108   |
| 180   | 30 a 34 | 124   |
| 132   | 25 a 29 | 128   |
| 96    | 20 a 24 | 76    |
| 112   | 15 a 19 | 108   |
| 76    | 10 a 14 | 144   |
| 96    | 5 a 9   | 116   |
| 104   | 0 a 4   | 92    |

## Economia
El 2007 la població en edat de treballar era de 2.431 persones, 1.721 eren actives i 710 eren inactives. De les 1.721 persones actives 1.535 estaven ocupades (826 homes i 709 dones) i 186 estaven aturades (75 homes i 111 dones). De les 710 persones inactives 330 estaven jubilades, 187 estaven estudiant i 193 estaven classificades com a «altres inactius».

### Ingressos
El 2009 a La Suze-sur-Sarthe hi havia 1.771 unitats fiscals que integraven 4.168 persones, la mediana anual d'ingressos fiscals per persona era de 17.455 €.

### Activitats econòmiques
Dels 153 establiments que hi havia el 2007, 2 eren d'empreses extractives, 3 d'empreses alimentàries, 2 d'empreses de fabricació de material elèctric, 4 d'empreses de fabricació d'altres productes industrials, 16 d'empreses de construcció, 35 d'empreses de comerç i reparació d'automòbils, 6 d'empreses de transport, 9 d'empreses d'hostatgeria i restauració, 13 d'empreses financeres, 9 d'empreses immobiliàries, 12 d'empreses de serveis, 19 d'entitats de l'administració pública i 23 d'empreses classificades com a «altres activitats de serveis».
Dels 49 establiments de servei als particulars que hi havia el 2009, 1 era una oficina d'administració d'Hisenda pública, 1 gendarmeria, 1 oficina de correu, 5 oficines bancàries, 2 funeràries, 3 tallers de reparació d'automòbils i de material agrícola, 2 tallers d'inspecció tècnica de vehicles, 2 autoescoles, 2 paletes, 4 guixaires pintors, 2 fusteries, 3 lampisteries, 2 electricistes, 1 empresa de construcció, 6 perruqueries, 4 restaurants, 4 agències immobiliàries, 1 tintoreria i 3 salons de bellesa.
Dels 19 establiments comercials que hi havia el 2009, 1 era un hipermercat, 1 un supermercat, 1 una botiga de més de 120 m², 2 fleques, 3 carnisseries, 1 una llibreria, 3 botigues de roba, 1 una sabateria, 1 una botiga d'electrodomèstics, 2 drogueries, 1 una joieria i 2 floristeries.
L'any 2000 a La Suze-sur-Sarthe hi havia 24 explotacions agrícoles que ocupaven un total de 780 hectàrees.

## Equipaments sanitaris i escolars
El 2009 hi havia 2 farmàcies i 1 ambulància.
El 2009 hi havia 1 escola maternal i 3 escoles elementals. La Suze-sur-Sarthe disposava d'un col·legi d'educació secundària amb 641 alumnes.

## Poblacions més properes
El següent diagrama mostra les poblacions més properes.